# Sunda wiwitan
Sunda wiwitan ( rani sundanski) je stara tradicionalna vjera Sundanaca. Ovaj vjerski sustav bio je animistički i dinamistički.  Štovale su se prirodne sile (hyang) i duhovi predaka (karuhun). Sunda wiwitan sadržava elemente monoteizma. Najbolje pokazatelje nalazimo u epskim pjesmama wawacan i kod udaljenog plemena Baduya.
Poljodjelska kultura uzgoja riže oblikovala je kulturu, vjerovanja i obredni sustav tradicija sundskog naroda, pored ostalog štovanje Nyai Pohaci Sanghyang Asri božice riže i plodnosti.
Sljedbenike ove vjere nalazimo u nekim selima zapadne Jave kao što su Kanekes, Lebak, Banten;  Ciptagelar Kasepuhan Banten Kidul, Cisolok, Sukabumi; Kampung Naga; i Cigugur, Kuningan. 
U manuskriptu Carita Parahyangan ovu vjeru naziva se Jatisunda. Vjernici ove vjere drže da je sunda wiwitan dijelom njihovih života još od drevnih vremena, prije dolaska hinduizma i islama.
Sveta knjiga sunda wiwitana zove se Sanghyang siksakanda ng karesian. To je didaktički tekst vjerskih i moralnih smjernica, pravila i lekcija. Nacionalna knjižnica Republike Indonezije identificira ga kao Kropak 630. Prema kokolot-u (starijima) iz sela Cikeusika, narod Kanekes nije sljedbenik hinduističkih ni budističkih vjera, nego slijede animističkih sustav vjerovanja koji štuje duhove i pretke. Tijekom vremena sunda wiwitan padao je pod utjecaj hinduizma, čije je elemente djelimice inkorporirao, te do neke mjere i islama.